# Lavirco
Lavirco (* 1993; † 9. November 2009)  war ein Englisches Vollblutpferd. Er wurde auf dem Gestüt Fährhof von Königsstuhl aus der La Virginia gezogen.
Lavirco entstammt wie der Ausnahmebeschäler Monsun und der Derbysieger von 1992, Pik König, einer Verbindung von Königsstuhl, dem einzigen deutschen Triple-Crown-Sieger, mit einer Tochter des Fährhofer Spitzenvererbers Surumu. Seine Mutter La Virginia ist die Vollschwester der Mutter des erfolgreichen Fährhofers Lomitas. Seine Großmutter La Dorada ist darüber hinaus noch die Halbschwester der Fährhoferin Liranga, die sich als Mutter des Derbysiegers Lagunas und des Lirung einen Namen machte.
Bereits als Zweijähriger gewann er nach seinem Maidensieg in Mülheim den damals mit 330.000 DM dotierten Preis des Winterfavoriten in Köln. Mit Siegen beim klassischen Mehl-Mülhens-Rennen und dem Union-Rennen festigte er seine Favoritenposition für das Deutsche Derby, das er dann auch auf sehr sumpfigem Geläuf mit über vier Längen Vorsprung gewann. Mit einem ebenso überlegenen Sieg, diesmal auf gutem Boden, beendete er beim Preis von Europa seine Rennkarriere, in der er sich nur zweimal mit Platz zwei begnügen musste. Seine Rennlaufbahn ging so früh zu Ende, weil eine im November 1996 erlittene Trainingsverletzung am rechten hinteren Fesselgelenk nicht zufriedenstellend verheilte.
In der Zucht auf dem Fährhofer Gestüt war Lavirco nicht so erfolgreich wie auf der Rennbahn, was auf seine vielfältige Verwandtschaft mit den Fährhofer Stuten zurückzuführen sein könnte. Er wechselte deshalb 2002 von seinem Heimatgestüt ins französische Nationalgestüt, wo er sich für den neuen Besitzer vor allem als Vater von Hindernispferden auszeichnete. Der Gruppe I Hindernissieger Mikael D'Haguenet ist dort sein bislang erfolgreichster Nachfahre. Schon Lavircos Vollbruder Laveron war ein international sehr erfolgreiches Hindernispferd. Lavircos beste Nachkommen in Deutschland, die Gruppensieger Fight Club und Lolita machten sich erst einen Namen, als ihr Vater das Land schon verlassen hatte. 
Im Alter von 16 Jahren wurde Lavirco am 9. November 2009 wegen Schluck- und Verdauungsproblemen eingeschläfert.